# سیارک ۴۱۴۸۸
سیارک ۴۱۴۸۸ (به انگلیسی: 41488 Sindbad، نامگذاری:2000QE71) چهل و یک هزار و چهارصد و هشتاد و هشتمین سیارک کشف شده‌است که در ۲۹ اوت ۲۰۰۰ کشف شد.